# Georges Dheedene
Georges Dheedene (Zulte, 28 november 1909 – aldaar, 27 oktober 1973) was een Belgische kunstschilder.

## Afstamming
Georges Dheedene was de zoon van Kamiel en Sidonie Meersman en de laatste van zeven kinderen. In zijn thuis was een café annex winkel. Vader Kamiel was tevens brouwer in de nabijgelegen Brouwerij Anglo-Belge.    

## Levensloop
Vanaf 1915 volgde Georges de lagere school in Zulte. In 1921 ging hij studeren aan het Sint-Hendrikscollege te Deinze. Daar werd zijn teken- en schildertalent ontdekt. Onder impuls van de directeur van het college - Caesar Van Kerckhove - trok Georges in 1927 naar het Sint Lucas Instituut in Gent om er een schildersopleiding te volgen. Na zijn studies werkte hij er nog enkele jaren als leraar. In die periode werd Dheedene beloond met een gouden medaille (1933).
In 1928 was hij medestichter van het Davidsfonds van Zulte. De toneelvereniging 'Rodenbach' richtte hij op in 1930. Er werden onder meer toneelstukken opgevoerd van Gaston Martens, dorpsgenoot van Georges en op dat moment al een bekend toneelschrijver. Martens was overigens eigenaar van de Brouwerij Anglo-Belge, waar Georges' vader werkte. 
In 1938 was Georges Dheedene medeoprichter van de schildersgilde "De Vierschaere" in Waregem.  Na de oorlog reikte zijn reputatie tot ver buiten de dorpsgrenzen van Zulte en van overal kwamen er opdrachten. Opvallend was de grote verscheidenheid van onderwerpen. Naar de wensen van zijn klanten schilderde Dheedene vele landschappen, portretten, Leiezichten, zeezichten, ruiters, bloemstukken en dorpsgezichten.
Georges trouwde in 1941 met Nelly De Cuyper. In 1943 en in 1946 breidde het gezin uit met twee zonen, Piet en Lieven.
Vanaf 1971 gaf Dheedene opnieuw les aan de schildersschool Sint-Lucas te Waregem. Hij bleef tot op het einde van zijn leven experimenteren met nieuwe technieken. Zo ruilde hij het penseel voor het paletmes en ontwikkelde een zeer persoonlijke stijl met olieverf op papier.
Georges overleed in 1973 aan een hartaanval. Zijn oeuvre telde op dat moment meer dan tweeduizend schilderijen en tekeningen.

## Eerbetoon
In 1989 werd naar aanleiding van de 80ste verjaardag van de geboorte van de kunstschilder door enkele Zultse verenigingen en leden van de familie Dheedene een "Georges Dheedene Comité" in het leven geroepen. Doel van het comité was het uitdragen van Georges' werk voor een zo groot mogelijk publiek. In de loop der jaren zouden hiervoor een aantal tentoonstellingen opgezet worden.
Om het comité een meer officieel karakter te geven, werd het in 2010 omgevormd tot een stichting, de "Stichting Georges Dheedene".
2009 werd uitgeroepen tot het Georges Dheedene jaar. Honderd jaar daarvoor was Georges Dheedene geboren en dit werd herdacht met diverse activiteiten (waaronder het opzetten van een website rond de kunstenaar) en tentoonstellingen georganiseerd onder de noemer "Honderd jaar Dheedene".
In 2013 startte de Stichting Georges Dheedene met de uitreiking van een tweejaarlijkse wedstrijd beeldende kunst. Hierbij zenden voor elke editie kunstschilders werken in, gecreëerd naar een vooraf door de stichting bepaald thema. Uit deze inzendingen kiest een jury een aantal finalisten, waaruit uiteindelijk een winnaar komt.     